# Cayratia eurynema
Cayratia eurynema là một loài thực vật hai lá mầm trong họ Nho. Loài này được B.L.Burtt miêu tả khoa học đầu tiên năm 1939.